# Sosnówiec
Sosnówiec (do 31 grudnia 2015 Sosnowiec) – wieś w Polsce położona w województwie kujawsko-pomorskim, w powiecie inowrocławskim, w gminie Janikowo.

## Podział administracyjny
W latach 1975–1998 miejscowość położona była w województwie bydgoskim.

## Demografia
Według Narodowego Spisu Powszechnego (III 2011 r.) wieś liczyła 104 mieszkańców. Jest piętnastą co do wielkości miejscowością gminy Janikowo.